# Clara von Braunschweig-Wolfenbüttel
Clara von Braunschweig-Wolfenbüttel (* 16. November 1532 in Wolfenbüttel; † 23. November 1595 im Schloss Herzberg) war eine Prinzessin von Braunschweig-Wolfenbüttel, Äbtissin des Kaiserlich freien weltlichen Reichsstifts Gandersheim und durch Heirat Herzogin von Braunschweig-Grubenhagen.

## Leben
Clara war die jüngste Tochter des Herzogs Heinrich II. von Braunschweig-Wolfenbüttel (1489–1568) aus dessen erster Ehe mit Maria (1496–1541), Tochter des Grafen Heinrich von Württemberg.

### Äbtissin von Gandersheim
Auf Betreiben ihres Vaters wurde Clara 1539 nach dem Tod ihrer Schwester Maria vom Kapitel zur Äbtissin des Stifts Gandersheim gewählt. Da Clara zu jenem Zeitpunkt erst sechs Jahre alt war, fungierte ihr Vater, vertreten von Amtmännern, als Vormund und Administrator im Stift. Es ist unbekannt, ob Clara je die päpstliche Bestätigung als Äbtissin erhalten hat, die Funktion hat sie jedenfalls nie ausgeübt.
Im Jahr 1542 wurde Gandersheim durch Truppen des Schmalkaldischen Bundes besetzt und die Reformationgewaltsam durchgesetzt, das Kapitel übte jedoch passiven Widerstand und blieb katholisch. 1543 kam es im Stift zu einem Bildersturm. 1547 erklärte Claras Vater ihren Verzicht auf das Amt als Äbtissin. Die inzwischen 15-jährige Clara kehrte in den weltlichen Stand zurück.

### Herzogin von Braunschweig-Grubenhagen
Clara heiratete am 1. Juli 1560 in Wolfenbüttel ihren Vetter Herzog Philipp II. von Braunschweig-Grubenhagen (1533–1596). Als Brautschatz hatte sie von ihrem Vater 20.000 Gulden sowie das halbe Gericht und Schloss Westerhof erhalten. Die Ehe blieb kinderlos. Das Paar bezog nach seiner Vermählung die Katlenburg, welche zu einem Renaissanceschloss umgebaut wurde. Clara sorgte für die Anlage zahlreicher Apotheken und Destilierhäuser. In Rotenkirchen gestaltete Clara das Innere der neuerbauten Kirche.
Claras Bruder Julius bemächtigte sich nach seinem Regierungsantritt 1568 Westerhof wieder. Klagen beim Reichshofrat bestätigten aber 1580 Philipp diesen Besitz. Clara erhob kurz danach wiederum Klage gegen ihren Bruder wegen der Hinterlassenschaft ihrer Schwester Margarete. Eine kaiserliche Kommission wurde gebildet, die Julius aber abwies und sich beim Reichstag in Augsburg 1582 über die rechtswidrige Vorgehensweise seiner Schwester beschwerte.
Clara starb nach Umzug des Hofes von der Katlenburg nach Schloss Herzberg nach langem Krankenlager. Die Leichenpredigt, die auch im Druck erschien, hielt der Hofprediger und Superintendent Andreas Leopold. Clara wurde in der Ägidienkirche in Osterode bestattet.